# La Salle-Prunet
La Salle-Prunet är en kommun i departementet Lozère i regionen Occitanien i södra Frankrike. Kommunen ligger i kantonen Florac som tillhör arrondissementet Florac. År 2018 hade La Salle-Prunet 178 invånare.

## Befolkningsutveckling
Antalet invånare i kommunen La Salle-Prunet
| Referens: INSEE |